# Jurij Borowikow
Jurij Nikołajewicz Borowikow (ros. Юрий Николаевич Боровиков, ur. 23 grudnia 1959 w Jużnosachalińsku) – radziecki kierowca wyścigowy.

## Kariera
W 1977 roku znalazł zatrudnienie w fabryce WAZ w Togliatti. W 1983 roku zadebiutował w wyścigach samochodów turystycznych, zajmując 19 miejsce w klasyfikacji mistrzostw ZSRR. W 1985 roku był czwarty. W sezonie 1987 zdobył mistrzostwo. W 1988 roku zadebiutował w Pucharze Pokoju i Przyjaźni. W tym samym roku zajął piąte miejsce w mistrzostwach ZSRR. W roku 1989 został mistrzem ZSRR w klasie A5. W 1990 roku zajął trzecie miejsce w Pucharze Pokoju i Przyjaźni. W tym samym roku rozpoczął uczestnictwo w rajdach samochodowych.